# Грошовий потяг

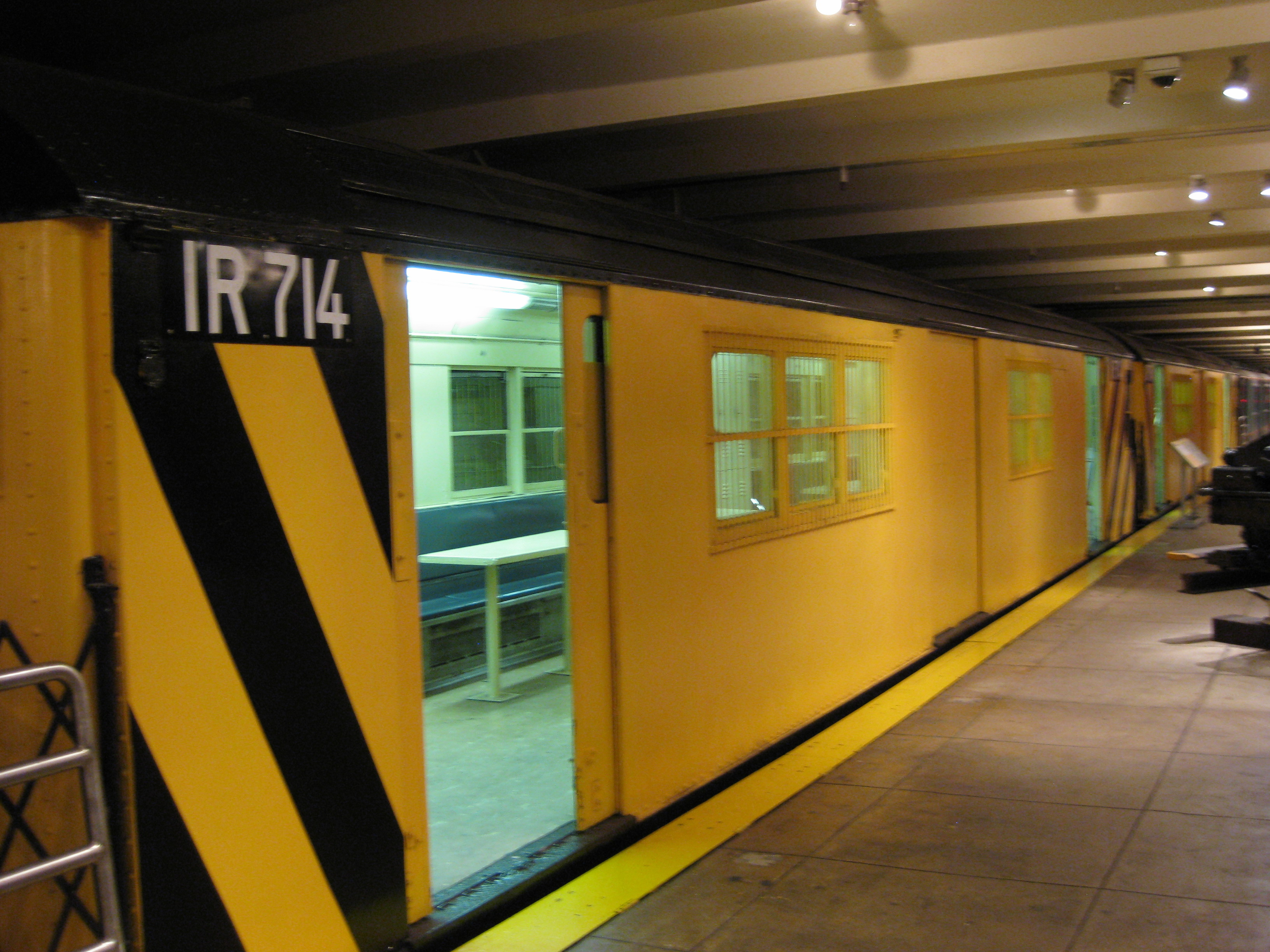
Вагон грошового потяга в транспортному музеї Нью-Йорка. Вагон використовувався в метро Нью-Йорка до 2006 року

Грошовий потяг — це один або кілька вагонів, які використовуються для збору плати за проїзд зі станцій метро та доставки в центр для обробки. Цей поїзд, як правило, використовується для перевезення мішків з грошима, що охороняються поліцією для запобігання грабежів.
В метро Нью-Йорка «грошові поїзди» вперше згадуються в 1905 році, через рік після відкриття системи метро. Вагони цих поїздів були переобладнані зі списаних вагонів метро.
Використання поїзда було необхідне через труднощі доставки грошей наземними видами транспорту. Оскільки поїзд метро може досягти будь-якої станції, він може використовуватися для збору грошей з автоматів з продажу квитків.
У 1995 році знятий американський трилер «Грошовий поїзд», який зображає пограбування такого поїзда.

## Платіжний вагон
В Австралії зворотна ситуація сформувалася в Управлінні залізниць Нового Південного Уельсу. Невеликі вагони з автономним живленням використовувалися для доставки зарплати співробітникам віддалених залізничних станцій, а також для підтримки бригад робітників, які працюють на лініях. Ця система експлуатувалася до появи електронних платежів в 1980-х роках.